# Association sportive jeunesse Soyaux-Charente
L'Association sportive jeunesse Soyaux-Charente, più semplicemente citata come ASJ Soyaux o Soyaux, è una squadra di calcio femminile professionistico francese con sede a Soyaux, piccolo centro del dipartimento della Charente nella regione di Poitou-Charentes.
Fondata nel 1968 come Association Sportive de Soyaux, nella sua storia sportiva la squadra ha militato nella Division 1 Féminine, livello di vertice del campionato francese, quasi incessantemente dal 1975, con le sole eccezioni delle stagioni 2010-11 e 2012-13 in Division 2, conquistando il titolo di Campione di Francia al termine della stagione 1983-1984, al quale si aggiungono 5 secondi posti, e quattro semifinali di Coppa di Francia, 2003, 2005, 2008 e 2014.
La squadra, guidata dal tecnico Sébastien Joseph dall'estate 2018, nel campionato 2019-2020 partecipa alla Division 1 Féminine per la settima volta consecutiva nonché la 44ª volta assoluta.

## Palmarès
- Campionato francese: 1

1983-1984